# 愛丁堡節日劇院
愛丁堡節日劇院（Edinburgh Festival Theatre）是位於蘇格蘭愛丁堡的一個表演場地，位於尼克森街，主要用於表演歌劇和芭蕾。1994年，愛丁堡節日劇院進行了大規模翻新。現在愛丁堡節日劇院可以容納1,915人觀眾，是愛丁堡國際藝術節期間主要表演場地之一，也是蘇格蘭歌劇團和蘇格蘭芭蕾舞團在愛丁堡的演出場地。

## 外部連結
- Edinburgh Festival Theatre Official Website
- Theatregoer letters to Paul Iles, Founding General Manager of Edinburgh Festival Theatre, 1992-1996